# Altamont McKenzie
Altamont McKenzie, conosciuto con il nome Altie (Kingston, 5 marzo 1951), è un ex calciatore giamaicano, di ruolo difensore e centrocampista.

## Caratteristiche tecniche
Era un giocatore agile e veloce, che diceva di poter giocare come esterno sinistro ma di preferire un ruolo più libero dietro gli attaccanti.

## Carriera

### Club
In patria si forma nel Santos, per poi trasferirsi negli Stati Uniti d'America ove gioca nella selezione calcistica della sua università, la State University of New York at Oneonta, di cui accederà nel famedio sportivo nel 2000. Le sue prestazioni con i Red Dragons lo fanno notare dagli scout della franchigia NASL dei Dallas Tornado che lo ingaggeranno nella primavera 1974. L'esordio in squadra avverrà nella North American Soccer League 1975, nella quale i Tornado non riescono ad accedere ai play-off.
Nel gennaio 1976 passa ai Tacoma Tides, squadra dell'American Soccer League, che lascerà per la difficile situazione economica a stagione in corso per approdare ai L.A. Skyhawks, che lo ingaggiarono in cambio dello statunitense Brooks Cryder. 
Con gli Skyhawks vincerà il torneo 1976, nonostante che nella finale contro i New York Apollo venga espulso nel primo tempo per gioco scorretto.
Nell'agosto 1976 si trasferisce nei Paesi Bassi per giocare con i cadetti del PEC Zwolle, raccomandato alla dirigenza biancoblu da Cirilio Fernandez, suo compagno di squadra ai Tides. Esordì due giorni dopo il suo arrivo in Europa, nel pareggio a reti bianche contro l'Excelsior; McKenzie, pur non risultando molto incisivo, diviene il primo giocatore giamaicano ad esordire come professionista nel calcio olandese. Dopo un buon impiego iniziale, a seguito di un infortunio alla caviglia finisce ai margini della rosa, venendo schierato per l'ultima volta nel gennaio 1977. In stagione il PEC Zwolle dopo aver ottenuto il secondo posto in classifica, perde l'accesso alla massima serie ai playoff; inoltre la squadra raggiunge la finale di KNVB beker 1976-1977 contro il Twente.
Nel giugno 1977 torna agli Skyhawks, nei quali giocò per altre due stagioni.
Terminata l'esperienza statunitense torna in patria per giocare nel Santos, di cui sarà considerato uno dei principali esponenti.

### Nazionale
McKenzie ha giocato nella nazionale di calcio della Giamaica. 
Nel 1976 venne convocato dalla sua nazionale per  giocare nelle fallite qualificazioni al campionato mondiale 1978.
Quando tornò a giocare in patria fu nuovamente convocato in nazionale.

## Palmarès
- American Soccer League: 1

Los Angeles Skyhawks: 1976